# Стиберский сельсовет
Стиберский сельсовет — упразднённая административно-территориальная единица в Кинешемском районе Ивановской области Российской Федерации. Существовал с 18 июня 1954 года по 25 февраля 2005 года, за исключением периода с 22 августа 1960 года по 29 декабря 1967 года.
Административный центр — деревня Стиберское.
Проживали русские (2002)

## История
18 июня 1954 года в результате укрупнения сельсоветов Кинешемского района были объединены Ефремовский и Захаровский сельсоветы в один Стиберский сельсовет.
22 августа 1960 года Стиберский сельсовет присоединён к Ильинскому сельсовету, часть населённых пунктов вошли в состав Красногорского сельсовета.
Восстановлен решением облисполкома № 805 от 29 декабря 1967 года.
Упразднён 25 февраля 2005 года путём объединения трёх сельских советов — Красногорского, Ильинского и Стиберского в Ласкарихинское сельское поселение.

## Состав
В скобках — дата упразднения
- Аннино
- Бабцыно
- Балахонка
- Блащенское (до 11.11.1979)
- Валы
- Выползиха
- Гарь (до 11.11.1979)
- Георгиевское
- Деготница
- Дорожково (Дорожково Большое)
- Дорожково Малое (передана в Ильинский сельсовет, где упразднена 26.10.1964)
- Ефремовка
- Захаровка (до 9.12.1974)
- Зорино
- Козловка
- Крутово (до 11.11.1979)
- Ласкариха
- Матвеевская (до 29.08.1995)
- Осиновка
- п. Химартели (передан в Ильинский сельсовет, где упразднён 17.02.1972)
- Сидоровка
- Стиберское
- Филимоново (до 11.11.1979)
- Чёрная
- Чёрная Большая (до 26.10.1964)
- Чёрная Малая (до 26.10.1964)